# ノゲイトウ
ノゲイトウ（野鶏頭、Celosia argentea）は、熱帯アジア、インド一帯に自生するヒユ科セロシア属の一年草。草丈は最大１m程度に生育し、日本でも関東地方以西の暖地では野生化し荒地や休耕地一面を覆う光景などがみられる。園芸品種として「セロシア」という名称で鉢花や切り花として流通している。

## 概要
草丈は１m程度に生育し、先端に細長い花序を持ち、本州では7月～11月に開花しロウソクの炎のような形をしている。花の色は赤・濃い赤紫色・ピンクから次第に銀色へと変化する。花穂は槍のように尖っており、水分が少なくかさかさしている。葉は細長い楕円形で、互生。実は果皮の中に種子が1個入る胞果。属名の”Celosia”はギリシャ語の「keleos（燃やした）」に由来するように、その花が焼けたように赤く乾燥していることによる。種小名の”argentea”は「銀白色の」の意味。草丈は通常30～80cmで、最大1m前後になる。
盛んに品種改良され、近年は多くの品種が出回っているが、花穂がピンク色の原種のノゲイトウが日本でも関東地方以西の暖地で野生化しているケースも多く見られる。ケイトウ属の植物は、アジア、アメリカ、アフリカの熱帯から亜熱帯に30～60種程度が分布するが、園芸植物として観賞用に用いられてきたのは、本種とケイトウ（C. cristata）の2種だけで、ともに高温と乾燥に強く、荒れ地でもよく育つ丈夫な性質を持つ。

## 栽培
日本の本州では通常4月‐6月に種まき・植え付けをし、6月中旬から11月中旬まで開花が続く。沖縄県など暖地では冬でも開花する。日当たりと水はけのよい土壌を好み、品種により草丈が異なるため草丈に合った間隔で苗を植え付ける。土壌の表面が乾いたら水やりをする。種で増やす。タネは低温では発芽不良になるので、一般にヤエザクラの花散る頃に播種する。夏は乾燥のし過ぎに注意。ケイトウの仲間は肥料のやりすぎで巨大化するので要注意。
品種としてノゲイトウに近似したキャンドル状の花序を持つ、「コスモシリーズ」、「スパイキーシリーズ」など、草丈の低い品種が流通しているが、これらはノゲイトウとは別種の、セロシア・スピカータ（C. spicata）である。

## ギャラリー
- 石垣島の歩道に生育する様子
- 畑のノゲイトウ
（2025年1月 沖縄県石垣市桴海）